# Andy Warhol: A Documentary Film
Andy Warhol: A Documentary Film è un documentario del 2006 diretto da Ric Burns e basato sulla vita del pittore statunitense Andy Warhol.

## Riconoscimenti
- Premio Emmy 2007: Miglior Soggetto per un Programma non-fiction (James Sanders, Ric Burns)
- Nomination ai Satellite Awards 2006: Miglior Documentario (Ric Burns)